# Sade Baderinwa
Folasade Olayinka Baderinwa, được biết đến nhiều với cái tên Sade Baderinwa (/ˈʃɑːdeɪ ˈbɑːdərɪnwɑː/ SHAH-day BAH-dər-in-wah), (sinh ngày 14 tháng 4 năm 1969) là một người dẫn chương trình tin tức tại Kênh WABC, New York 7. Cô cũng là người dẫn tin cùng với Diana Williams vào các ngày trong tuần 5 p.m. của chương trình Eyewitness News và bản tin 11 giờ tối cùng với Bill Ritter. 
Cô gia nhập đội ngũ WABC vào năm 2003 sau một thời gian ngắn làm việc tại quê nhà Baltimore, Maryland, nơi cô đã làm dẫn chương trình tin tức trên WBAL-TV gần ba năm. Sade thay thế Roz Abrams, người đã rời WABC năm 2003 để tiếp quản khung giờ mới 5 và 11 giờ chiều trên WCBS-TV. Vào ngày 23 tháng 7 năm 2004 trong khi chuẩn bị dẫn tin tức hiện trường tại Hackensack, New Jersey về tình hình lũ lụt cục bộ, cô đã bị tông bởi một chiếc xe chạy qua để vượt mặt cảnh sát. Sau nhiều ca phẫu thuật và nhiều tháng phục hồi vật lý trị liệu, Sade đã quay trở lại Eyewitness News vào ngày 13 tháng 12 năm 2004. 
Baderinwa là một người dẫn chương trình phát sóng buổi trưa trước khi được đưa lên khung 5 p.m. với Diana Williams. Sade xuất hiện trên The View với tư cách là đồng sản xuất vào ngày 27 tháng 10 năm 2006. Vào tháng 5 năm 2011, Baderinwa đã trở thành đồng dẫn khung 11 giờ chiều cùng với Bill Ritter, thay thế Liz Cho, người đã rời khỏi vị trí đó để tiếp quản bản tin mới WABC 4 p.m, đã ra mắt do sự ra đi của The Oprah Winfrey Show. Baderinwa tiếp tục khung giờ 5 p.m. và 11 giờ tối bản tin Tin tức. 

Cha cô là người Nigeria (Yoruba) và mẹ cô là người Đức. Tên khai sinh của cô, "Folasade", có nghĩa là "Honor confers a crown'' (Danh dự trao vương miện). Cô tốt nghiệp Đại học Maryland Park. Sau khi bị bỏ rơi từ nhỏ, Baderinwa được một gia đình người Mỹ gốc Phi trung lưu nhận nuôi. Cô đã giữ liên lạc với người cha ruột cư trú tại Nigeria, cũng như với gia đình nhận nuôi cô.
1. ↑  St. George, Donna (ngày 31 tháng 10 năm 2006). "A Politician Who Thinks Like a Linebacker". Washington Post. tr. A01. Truy cập ngày 3 tháng 12 năm 2006.
2. ↑  WABC-TV: Sade Baderinwa Update: Cops Hunt Driver, $5,000 Reward Offered Lưu trữ ngày 31 tháng 12 năm 2004 tại Wayback Machine Error in webarchive template: Check |url= value. Empty.
3. ↑  "WBAL-TV: Sade Baderinwa talks about accident that nearly killed her". TheWBALChannel.com. ngày 24 tháng 2 năm 2005. Bản gốc lưu trữ ngày 27 tháng 11 năm 2006. Truy cập ngày 3 tháng 12 năm 2006.
4. ↑  Huff, Richard (ngày 17 tháng 12 năm 2004). "Ch. 7 anchor's road to recovery". New York Daily News. Bản gốc lưu trữ ngày 27 tháng 12 năm 2005. Truy cập ngày 3 tháng 12 năm 2006.
5. ↑  Meaning of Folasade in Nigerian.name
6. ↑  Stephanie Shapiro (ngày 12 tháng 5 năm 2002). "Anchor In Her Life". The Baltimore Sun. Bản gốc lưu trữ ngày 10 tháng 12 năm 2011. Truy cập ngày 29 tháng 1 năm 2019.